# 종규

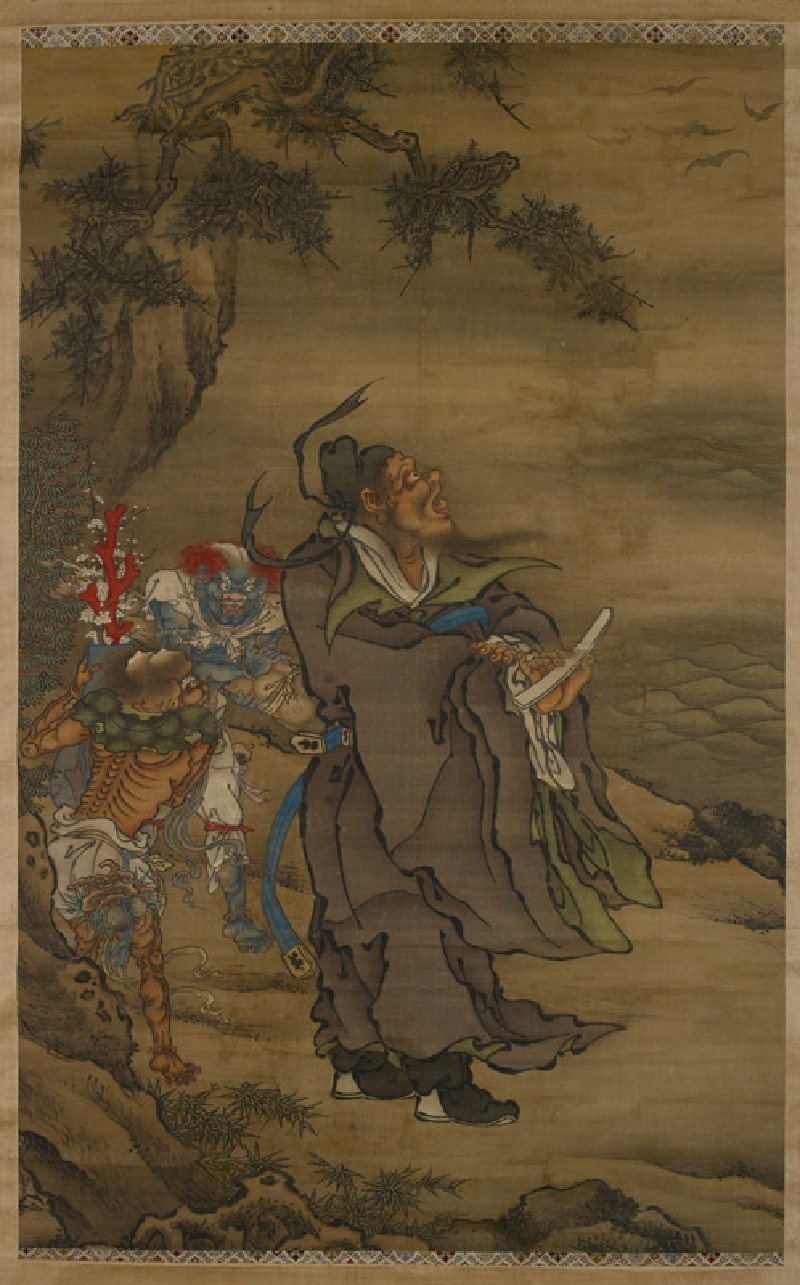

종규(鍾馗)는 도교에서 쓰이는 벽사 부적이다. 신도(神荼)·울루(鬱壘)를 그린 도부(桃符)와 '신도·울루' 4자를 쓴 첩자(朔子)의 두 주인공도 도교에서 귀신들이 있는 도삭산(度朔山)을 감독하는 두 신이다. 입춘에 액막이로 쓰였다는 벽사문 중의 열두 신명(神名)도 도교적인 것이다. 도교신앙과 관련된 풍속은 복서(卜筮)·부적 등에 잠재하고 있다.

## 개요
동국세시기(東國歲時記)에 궁가(宮家)나 여염집에서 정월이 되면 액과 병을 물리치기 위해 종규가 귀신을 몰아내는 형상이 그려진 그림을 문에 붙이는 풍습이 있었다고 한다.
요즘에도 붉은 먹으로 귀신을 그린 부적이 방이나 변소에 붙어 있는 것을 본다.
그런데 그 종규는 당(唐) 현종(玄宗) 때에 사람에게 근심을 안겨주고 기뻐하던 허모(虛耗)가 양귀비(楊貴妃)를 괴롭히고 궁중을 뛰어다니며 기뻐하고 있는 것을 붙잡아서 눈알을 빼고 머리부터 그냥 먹어버린 자이다.
그런데 종규는 과거에 떨어져 궁중의 계단에 머리를 들이받고 자살한 종남현(終南縣) 출신의 진사(進士)로서, 왕이 죽은 그를 후하게 장사지내 주자 종규는 그 은혜를 갚으려고 천하 귀신을 평정하기로 작정했던 것이다. 현종(玄宗)은 유명한 화가 오도자(吳道子)에게 종규의 모습을 그리게 했다. 그리고 신하에 명하여 제야의 밤에 집집마다 그 그림을 붙이도록 명하였다. 이런 전설의 인물이 종규이다.

## 같이 보기
- 부적
- 문신 (중국)